# Cabelo loiro

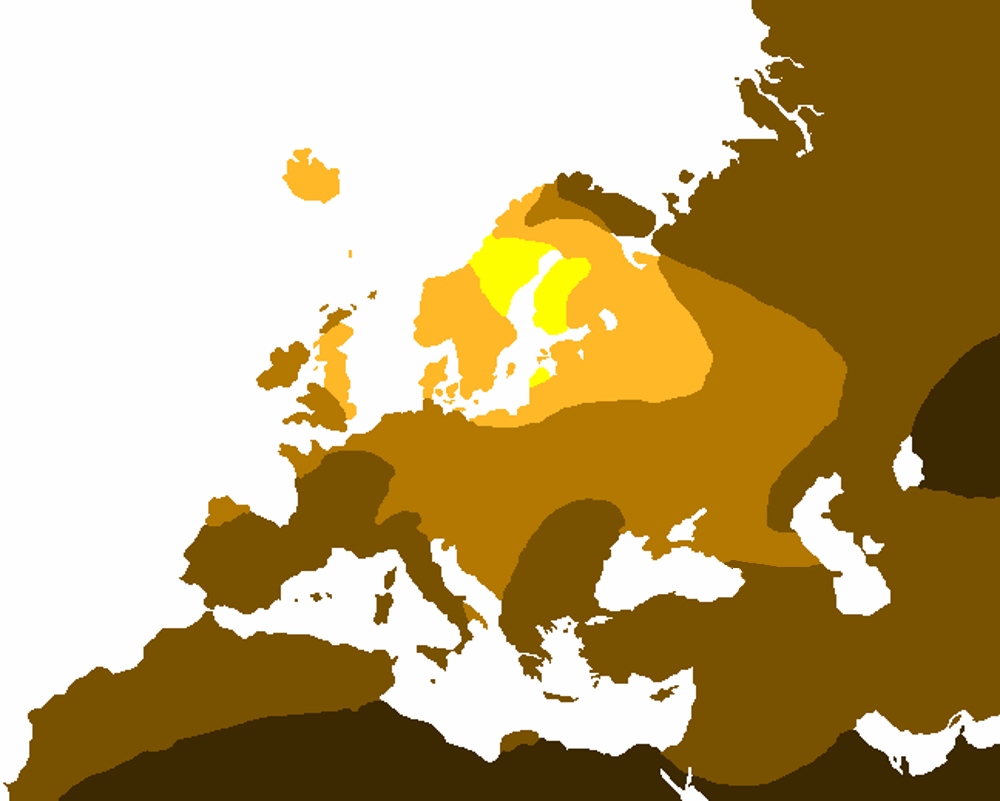
Percentagem de pessoas de cabelos loiros em diferentes regiões da Europa, de acordo com o antropólogo da Universidade de St. Andrews, Peter Frost:
80—100%
50—79%
20—49%
1—19%
menos de 1%

Louro ou Loiro (do latim laurus) é uma cor dos cabelos humanos que oscila entre o castanho claro ou “loiro escuro” e o amarelo dourado, caracterizada por baixos níveis de pigmentos escuros, eumelanina e altos níveis de feomelanina.
Outros termos para pessoas louras são laurícomos e lauricápilos (do latim, laurus, o louro, comma, cabeleira e capilum, cabelo), flavícomos (flavius, amarelo), fulvícomos (fulvius, cor de fogo) e blondícomos (blundus).

## Origens
Cabelos louros ocorrem naturalmente em humanos de todas as etnias, mas em um grau tão pequeno que é difícil de ser notado na maior parte das populações. Em populações da Europa, a ocorrência de cabelos loiros é mais frequente. É uma das características de alguns fenótipos nos indivíduos brancos caucasianos.
Baseado em recentes estudos genéticos, é provável que humanos com cabelos louros tornaram-se mais numerosos na Europa cerca de onze mil anos atrás, durante a última Idade do Gelo.

## Distribuição pelo mundo

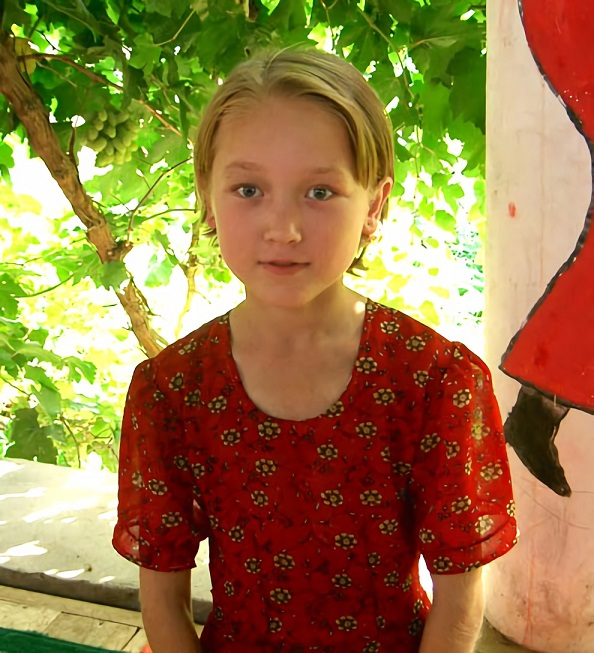
Uma garota uigur naturalmente loira em Turpan, Xinjiang, China.

Cabelos loiros podem ser encontrados em todas as partes da Europa, principalmente nas populações do Norte da Europa, da Europa Central e Oriental. Em menor medida também é encontrado em populações berberes do norte de África, e na Ásia, principalmente entre os pashtuns e os nuristanis, além de em populações nativas da Melanésia. Além da Europa, os descendentes de europeus que se espalharam pelo mundo também podem apresentar cabelos claros, notadamente nos Estados Unidos, no Canadá, na Austrália, África do Sul, Nova Zelândia e outros países de colonização anglo-saxã.

## Portugal

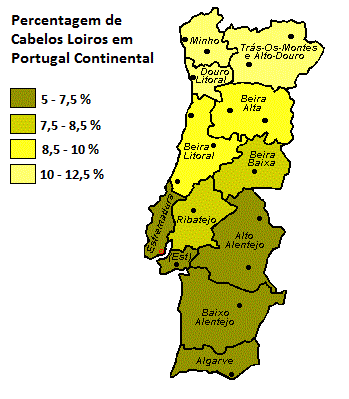
Percentagem de cabelos loiros em Portugal continental.

Nos portugueses, há uma ocorrência relativamente expressiva de cabelos louros entre os nativos do norte de Portugal. Com efeito, nas regiões de Minho, Trás os Montes, Douro Litoral, Beira Litoral e Beira Alta, há a ocorrência de cabelos claros maior que no resto do país.                                                                                                        A maior concentração nacional ocorre na região da Póvoa de Varzim, no litoral norte, onde atinge 14,3 a 15,1% da população.

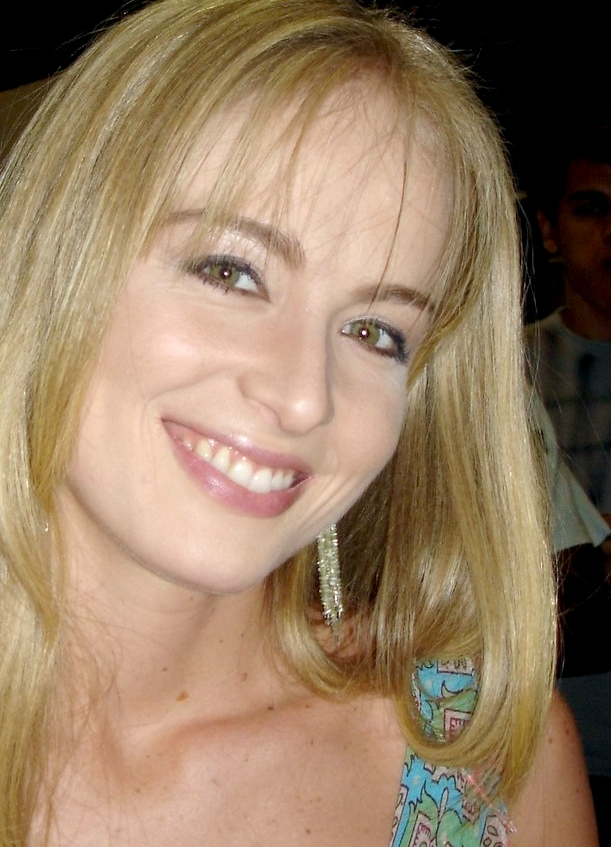
A apresentadora Angélica é um exemplo de loira brasileira.

## Melanésia

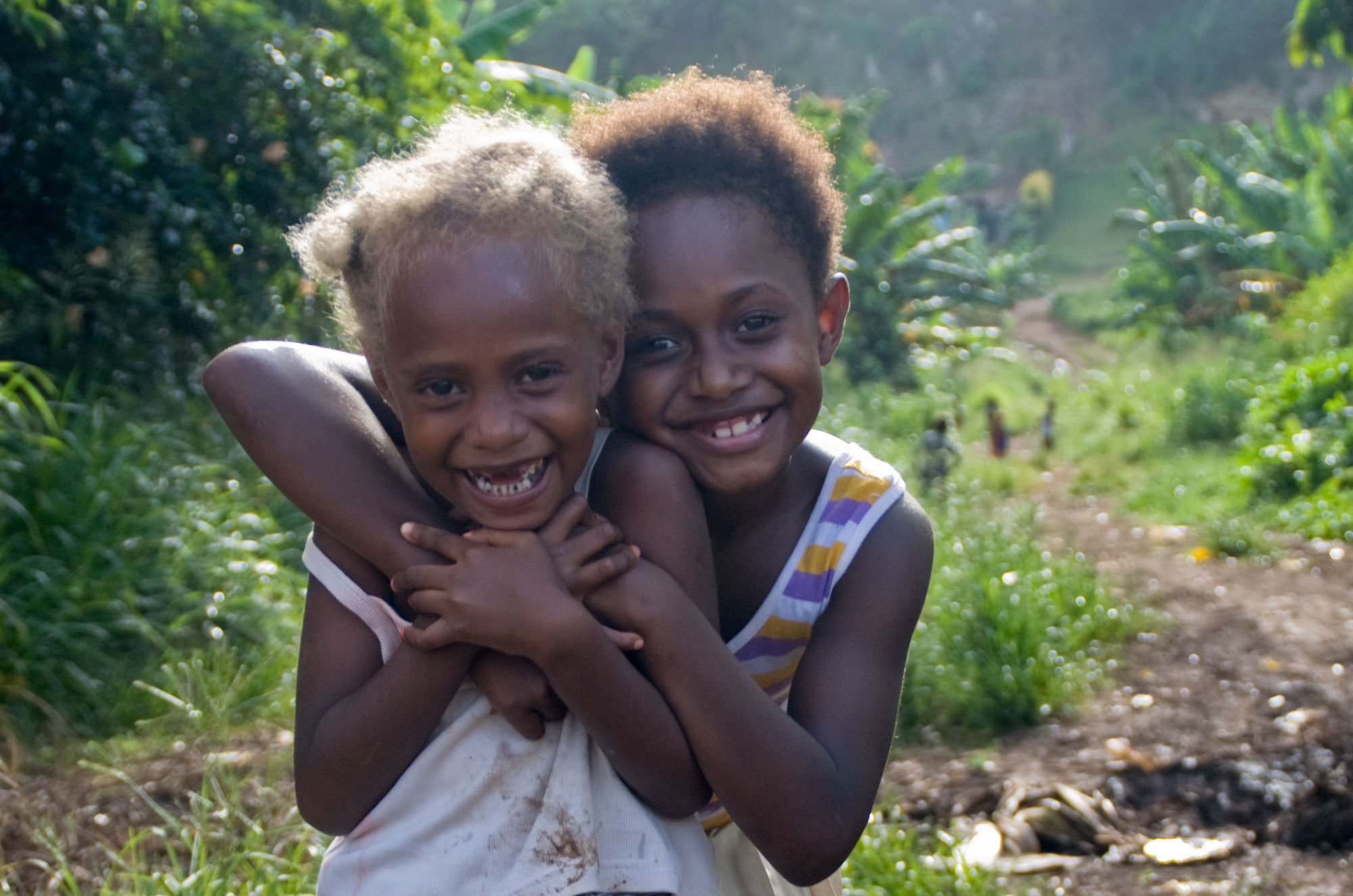
Duas garotas de Vanuatu, sendo uma delas loira.

Os cabelos louros surgiram também na Melanésia, independentemente da mutação genética que levou os europeus a terem cabelos louros. Junto com os aborígenes da Austrália, os melanésios constituem um dos grupos que não possuem origem europeia mas têm cabelos louros. A origem dos cabelos louros dos melanésios foi traçada a uma mutação genética no gene TYRP1, única nesse grupo.
Nas Ilhas Salomão, a mutação em questão atinge a frequência de 26%.